# Echeveria setosa
|  | Dieser Artikel wurde aufgrund von formalen oder inhaltlichen Mängeln in der Qualitätssicherung Biologie zur Verbesserung eingetragen. Dies geschieht, um die Qualität der Biologie-Artikel auf ein akzeptables Niveau zu bringen. Bitte hilf mit, diesen Artikel zu verbessern! Artikel, die nicht signifikant verbessert werden, können gegebenenfalls gelöscht werden. Lies dazu auch die näheren Informationen in den Mindestanforderungen an Biologie-Artikel. |

Echeveria setosa ist eine Pflanzenart aus der Gattung der Echeverien (Echeveria) innerhalb der Familie der Dickblattgewächsen (Crassulaceae). Sie kommt nur in der Hochebene des zentralen Mexiko vor.

## Beschreibung und Ökologie

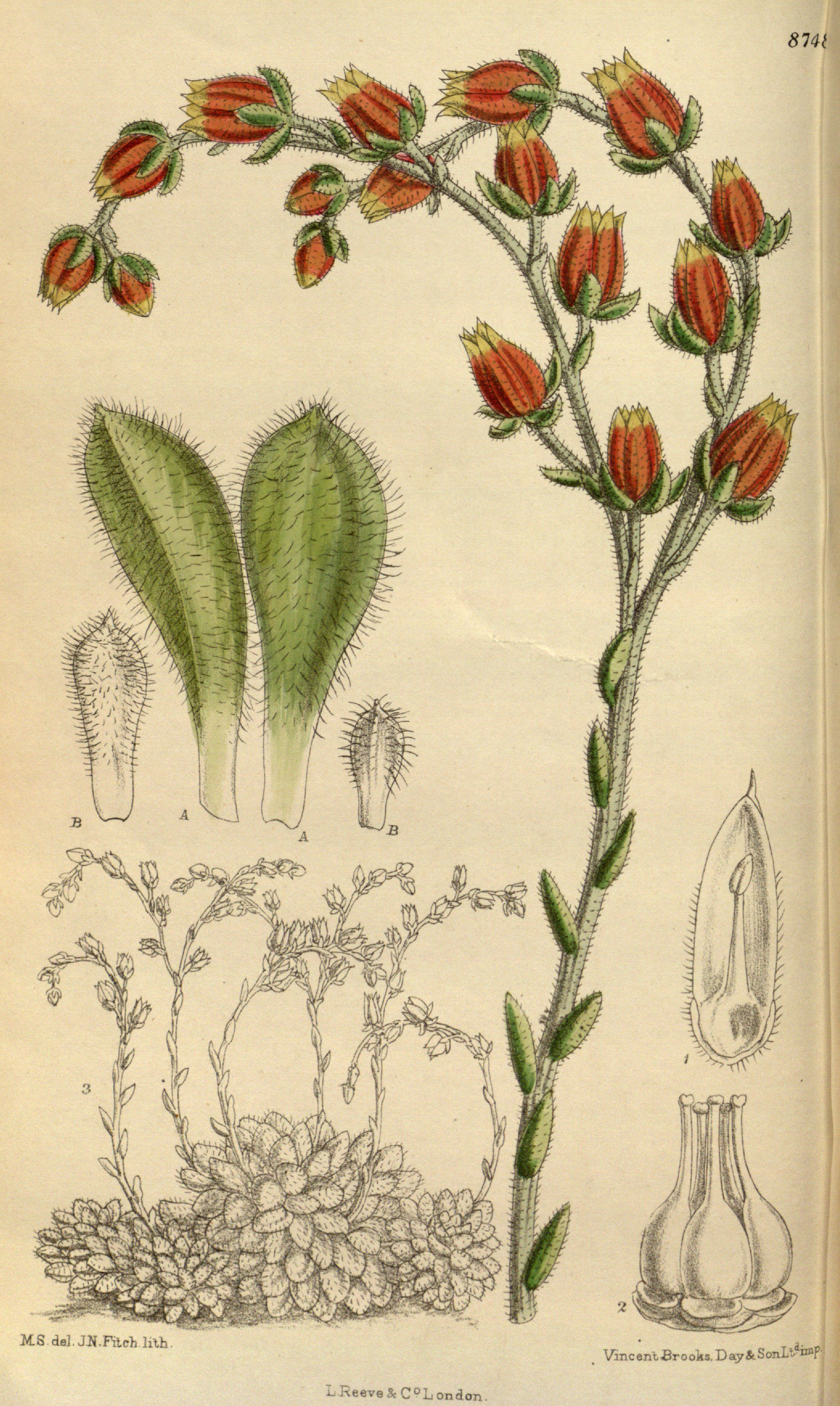
Illustration

### Vegetative Merkmale
Echeveria setosa ist eine immergrüne, sukkulente und ausdauernde Pflanze mit kurzem Caudex, die eine dichte Blattrosette bildet. Die Blattrosette erreicht Wuchshöhen von etwa 5, selten bis zu 10 Zentimetern und einen Durchmesser von bis zu 30 Zentimetern. Die fleischigen Blattspreiten sind bei einer Länge von 7 bis 8 Zentimetern spatelförmig oder verkehrt-eiförmig mit bespitztem bis stachelspitzigem oberen Ende. Die Blätter sind meist mit kleinen, weißen und borstigen, mehr oder weniger langen Härchen bedeckt, die unter anderem als Sonnenschutz dienen.

### Generative Merkmale
Die Blütezeit liegt im Frühjahr. Die Blütenstandsschäfte sind bis zu 30 Zentimeter lang, mehr oder weniger weißlich behaart, dicklich, grün bis violett-rötlich und mehr oder weniger beblättert. In jedem Blütenstand sind einige gestielte Blüten enthalten. Die zwittrige Blüte ist radiärsymmetrisch und fünfzählig mit doppelter Blütenhülle. Die fünf Kronblätter sind orange-rot bis gelb. Es sind zehn kurze Staubblätter vorhanden. Auf den oberständigen, freien Fruchtblättern befinden sich jeweils ein kurzer Griffel. Es sind kleine Nektardrüsen vorhanden.
Die Blütezeit ist April bis Juli.
Die relativ kleinen, rötlich-braunen Balgfrüchte enthalten viele Samen.
Die Chromosomenzahl beträgt 2n = 25.

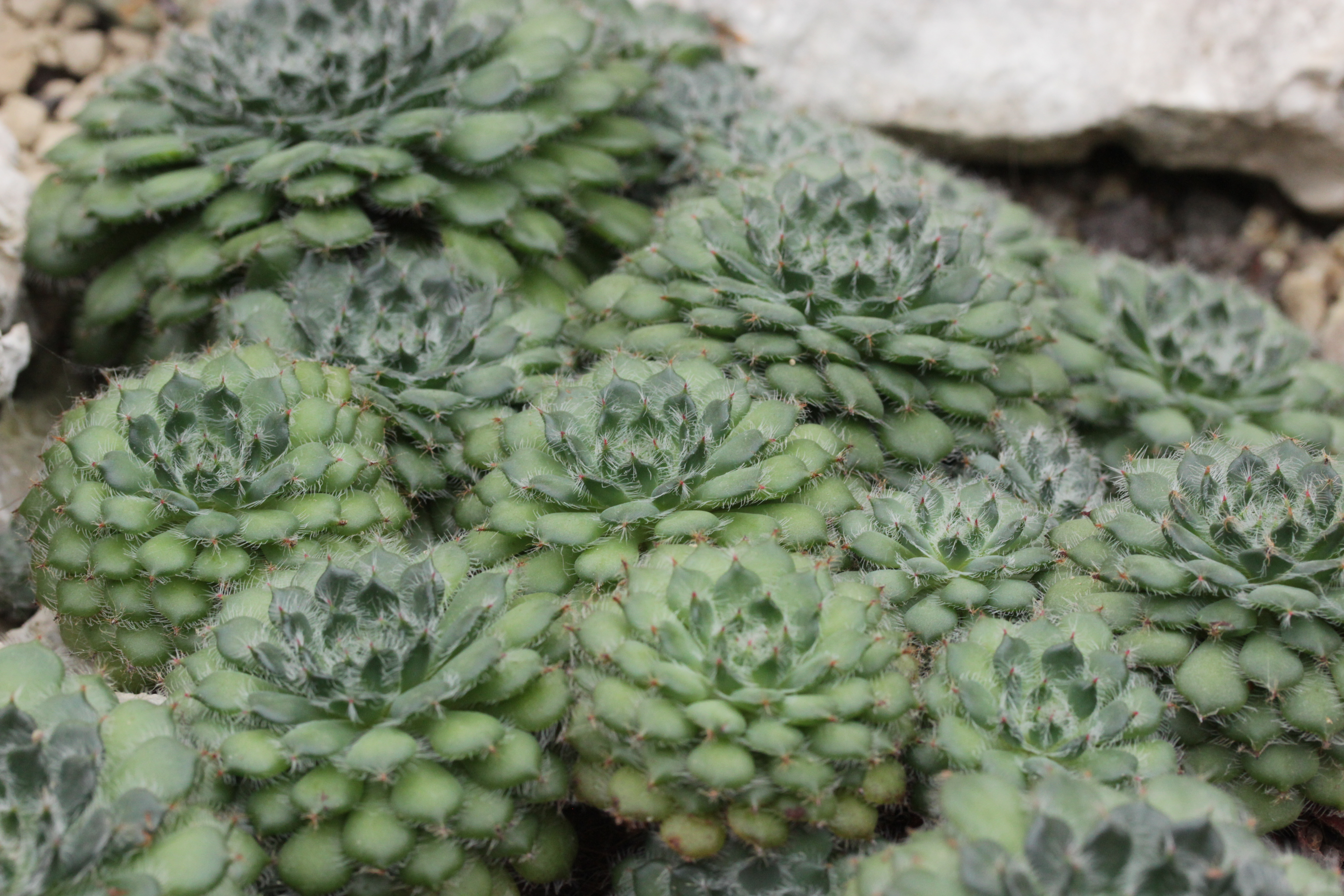
Echeveria setosa var. ciliata

## Systematik
Die Erstbeschreibung erfolgte 1910 durch Joseph Nelson Rose und Carl Albert Purpus in Contr. U.S. Natl. Herb., Volume  13, S. 45, Tafel 10.
Je nach Autor gibt es einige Varietäten:
- Echeveria setosa var. deminuta J.Meyrán
- Echeveria setosa var. ciliata (Moran) Moran
- Echeveria setosa var. minor Moran
- Echeveria setosa var. oteroi Moran
- Echeveria setosa Rose & Purpus var. setosa